# Graafschap Montfort (Oostenrijk)

Wapen van de graven van Montfort

Het graafschap Montfort was een tot de Zwabische Kreits behorend graafschap binnen het Heilige Roomse Rijk.
De naam is afkomstig van het slot Montfort bij Götzis in Vorarlberg, Oostenrijk.
Ten gevolge van het huwelijk van paltsgraaf Hugo I van Tübingen met Elizabeth van Bregenz kwamen Bregenz, Montfort en Sigmaringen aan hun zoon Hugo, die zich daarna van Montfort noemde.
Een jongere zoon was de stamvader van de takken die in de graafschappen Werdenberg, Heiligenberg en Sargans regeerden.
Na de dood van Hugo II van Montfort in 1260 werd de erfenis omstreeks 1270 verdeeld door zijn zoons:
- Rudolf II kreeg de heerlijkheid Feldkirch (uitgestorven in 1390, waarna het gebied aan Oostenrijk kwam)
- Ulrich I kreeg Bregenz en Sigmaringen (uitgestorven in 1338)
- Hugo III kreeg de heerlijkheid Tettnang (uitgestorven in 1787)

Na het uitsterven van Montfort-Bregenz in 1338, kwam Bregenz aan Montfort-Tettnang, waarna er een nieuwe deling plaatsvond in 1352:
- Willem III kreeg Bregenz (uitgestorven in 1787)
- Hendrik IV kreeg Tettnang (uitgestorven in 1564)

De zoons van Hendrik IV deelden opnieuw de erfenis:
- Ulrich V kreeg Tettnang (uitgestorven in 1520)
- Hugo XIII kreeg Rothenfels (uitgestorven in 1564)

Inmiddels was de heerlijkheid Jagdberg in 1397 verloren gegaan aan Oostenrijk en slaagde de heer van Hohenems erin zich omstreeks 1400 onafhankelijk te maken van het graafschap Montfort. Hierdoor ontstond er in 1560 een graafschap Hohenems, waartoe ook de heerlijkheid Dornbirn gedeeltelijk ging behoren.
Na het uitsterven van Montfort-Tettnang in 1520 vond een hereniging plaats met Rothenfels. Toen ook deze tak in 1564 uitstierf kwam Tettnang aan de tak Bregenz. Deze tak had inmiddels in 1451 en 1523 het graafschap Bregenz aan Oostenrijk verkocht, zodat het gebied door de successie niet groter werd.